# Síndrome de Noonan

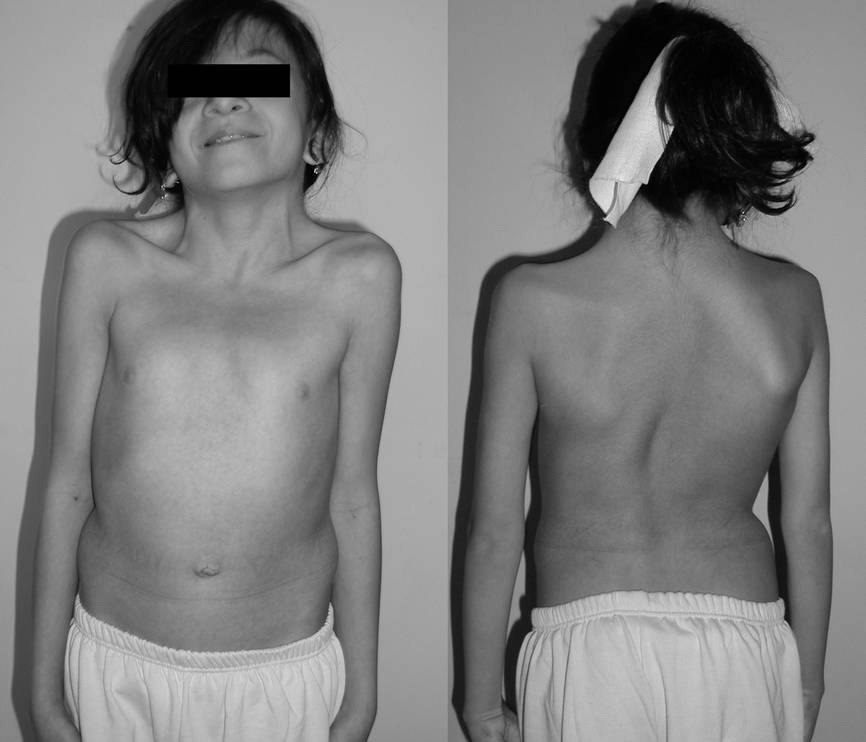

Síndrome de Noonan é uma síndrome de origem genética, pois ocorre devido a mutação no sítio cromossômico 12p24.1, em PTPN11, um gene que codifica a proteína tirosina fosfatase, tipo 11, não receptora. Assemelha-se à Síndrome de Turner, mas ao contrário dessa, a síndrome de Noonan ocorre não só em mulheres, mas em homens também, além de ter a constituição cromossômica normal (46XX e 46XY).

## Características
- Maxila estreita, mandíbula pequena
- Pescoço alado
- Tórax em forma de escudo
- Baixa estatura
- Olhos muito separados
- Orelhas com formato anormal
- Pálpebras caídas
- Desequilíbrio hormonal
- Anormalidades cardíacas (mais freqüentemente a estenose pulmonar).
- Homens podem ter pênis pequeno e testículos retidos.
- Pode haver pequenos retardos mentais